# Các Thánh Anh Hài

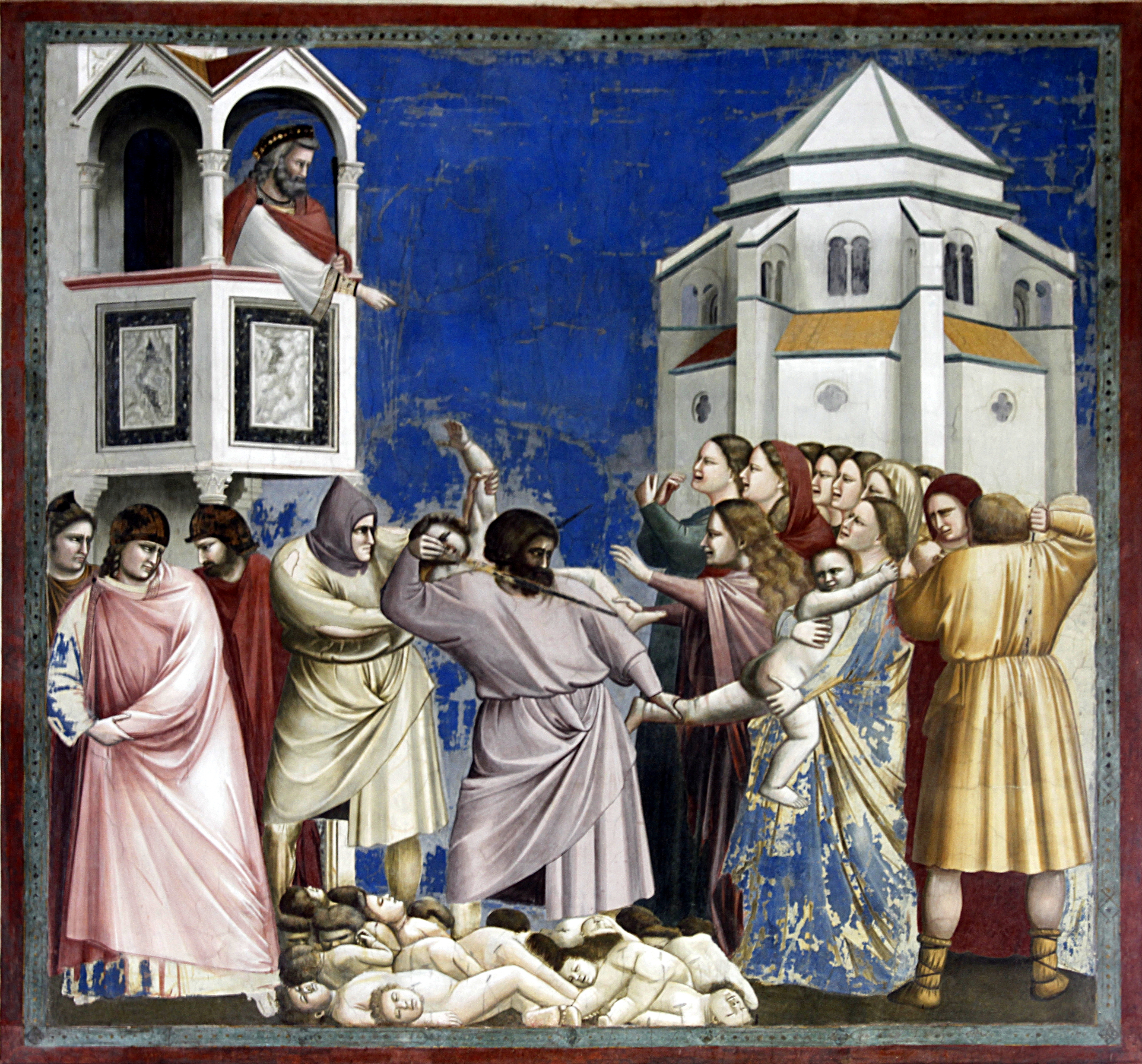
The Holy Innocents của Giotto di Bondone.

Các thánh Anh Hài là câu chuyện được ghi lại trong Kinh Thánh Tân Ước đề cập đến vụ thảm sát do Herodes Đại vương (Hêrôđê Cả) - vị vua người Do Thái được Đế quốc La Mã bổ nhiệm cai trị tỉnh Iudaea - thực hiện trong xứ thuộc quyền mình. Vấn đề lịch sử của vụ việc này vẫn đang được tranh luận mà chưa có hồi kết, nhưng theo Phúc Âm Mátthêu, sau khi nghe tin từ các nhà đạo sĩ từ Phương Đông cho biết có một vị vua người Do Thái mới được sinh ra thì Hêrôđê đã ra lệnh giết tất cả các bé trai sơ sinh trong làng Bethlehem (Bêlem) để không bị mất ngai vàng của mình. Chưa có lời khẳng định nào về số lượng bé trai sơ sinh bị thiệt mạng từ vụ thảm sát này, tuy nhiên trong sách phụng vụ Hy Lạp, người ta ước tính con số có thể là 14.000 bé trai; những người Syria lại nói có thể tới 64.000 em. Đến thời Trung Cổ, một số tác giả ước đoán có tới 144.000 bé căn cứ theo sách Khải Huyền (Kh 14:3) nhưng các tác giả gần đây đã ước đoán con số đó rất nhỏ, có thể chỉ vào khoảng 15 hay 20 em, vì Bêlem khi ấy là một làng rất nhỏ với dân số ít. Họ được Kitô giáo tuyên phong là thánh tử đạo với danh hiệu Anh Hài. Giáo hội Công giáo Rôma mừng lễ vào ngày 28 tháng 12 hằng năm.